# Sinoxylon unidentatum
Sinoxylon unidentatum es una especie de escarabajo del género Sinoxylon, familia Bostrichidae. Fue descrita científicamente por Fabricius en 1801.
Es de distribución cosmopolita. Habita en China, Tailandia, Sudáfrica, Italia, República Dominicana, Nicaragua, Estados Unidos, Canadá, Brasil, Colombia y Perú. Mide 3,5-5,5 milímetros de longitud.